# Molare
Molare é uma comuna italiana da região do Piemonte, província de Alexandria, com cerca de 2.043 habitantes. Estende-se por uma área de 32 km², tendo uma densidade populacional de 64 hab/km². Faz fronteira com Cassinelle, Cremolino, Ovada, Ponzone, Rossiglione (GE), Tiglieto (GE).

## Demografia
| Variação demográfica do município entre 1861 e 2011                               |
|                                                                                   |
| Fonte: Istituto Nazionale di Statistica (ISTAT) - Elaboração gráfica da Wikipedia |